# Spirogyra
Spirogyra je rod parožina iz porodice Conjugatophyceae (Zygnemataceae). Sastavljen je od oko 400 vrsta, koje žive u slatkim vodama, stvarajući velike zelene mase.

## Izgled
Spirogyra je nitasta alga široka 10-100 mikrometara, dok duljina može iznositi i nekoliko centimetara. Stanična stijenka ima dva sloja. Vanjski je sloj sastavljen od pektina, koji se otapa u vodi i čini algu sluzavom na dodir. Unutarnji je izgrađen od celuloze. Kloroplastima broj varira, te se nalaze na rubovima citoplazme. Spiralnog su oblika, pa tako i algi daju oblik. Svaki kloroplast sadrži nekoliko pirenoida, koji su središta za proizvodnju škroba fotosintezom.

## Razmnožavanje
Spirogyra se može razmnožavati spolno i rijetko nespolno. Kod nespolnog iz samo jednog dijela uzastopnim mitozama nastaje nova alga. Spolni način razmnožavanja je konjugacija.

### Konjugacija
Dvije niti spirogire oblikuju konjugacijske cijevi. Sadržaj jedne stanice prolazi kroz cijev i spaja se sa stanicom druge niti, te tako nastaje zigospora, koja može preživjeti i u vrlo teškim uvjetima. Nakon nekog vremena počinju rasti nove niti.

## Vrste
1. Spirogyra abbreviata Zheng
2. Spirogyra acanthophora (Skuja) Czurda
3. Spirogyra acumbentis Vodenicarov
4. Spirogyra adjerensis Gauthier-Lièvre
5. Spirogyra adnata (Vaucher) Kützing
6. Spirogyra adornata Ling
7. Spirogyra aequalis F.L.Harvey
8. Spirogyra aequinoctialis G.S.West
9. Spirogyra affinis (Hassall) Petit
10. Spirogyra africana (F.E.Fritsch) Czurda
11. Spirogyra ahmedabadensis N.D.Kamat
12. Spirogyra alkaliensis Noda
13. Spirogyra alpina Kützing
14. Spirogyra alternata Kützing
15. Spirogyra amphimorpha A.K.M.N.Islam
16. Spirogyra ampilii Ushadevi & Panikkar
17. Spirogyra amplectens Skuja
18. Spirogyra ampliata L.Liu
19. Spirogyra anchora Skuja
20. Spirogyra angolensis Welwitsch
21. Spirogyra angulata Nipkow
22. Spirogyra anjanii Ushadevi & Panikkar
23. Spirogyra anomala Bhashyakarla Rao
24. Spirogyra anzygoapora Singh
25. Spirogyra aphanosculpta Skuja
26. Spirogyra aplanospora Randhawa
27. Spirogyra archanii Ushadevi & Panikkar
28. Spirogyra arcta (C.Agardh) Endlicher
29. Spirogyra arcuata Liu
30. Spirogyra areolata Lagerheim
31. Spirogyra arizonensis Rickert & Hoshaw
32. Spirogyra arthuri Woodhead & Tweed
33. Spirogyra articulata Transeau
34. Spirogyra asiatica Czurda
35. Spirogyra atasiana Czurda
36. Spirogyra atrobrunnea Gauthier-Lièvre
37. Spirogyra aubvillei Gauthier-Lièvre
38. Spirogyra australica Czurda
39. Spirogyra australiensis Möbius
40. Spirogyra austriaca Czurda
41. Spirogyra azygospora R.N.Singh
42. Spirogyra baileyi Schmidle
43. Spirogyra bardhamanensis Kargupta et al.
44. Spirogyra batekiana Gauthier-Lièvre
45. Spirogyra bellis (Hassall) P.Crouan & H.Crouan
46. Spirogyra bengalensis Kargupta & P.Sarma
47. Spirogyra bicalyptrata Czurda
48. Spirogyra bichromatophora (Randhawa) Transeau
49. Spirogyra biformis C.-C.Jao
50. Spirogyra biharensis A.M.Verma & B.Kumari
51. Spirogyra bii Kadlubowska
52. Spirogyra bireticulata Liu
53. Spirogyra borealis Zheng & Ling
54. Spirogyra borgeana Transeau
55. Spirogyra borgei Kadlubowska
56. Spirogyra borkuense Gauthier-Lièvre
57. Spirogyra borysthenica Kasanowsky & Smirnoff [Smirnov]
58. Spirogyra bourrellyana Gauthier-Lièvre
59. Spirogyra braziliensis (Nordstedt) Transeau
60. Spirogyra britannica Godward
61. Spirogyra brunnea Czurda
62. Spirogyra buchetii Petit
63. Spirogyra bullata C.-C.Jao
64. Spirogyra calcarea Transeau
65. Spirogyra calchaquiesiae B.Tracanna
66. Spirogyra californica Stancheva, J.D.Hall, McCourt & Sheath
67. Spirogyra calospora Cleve
68. Spirogyra canaliculata Segar
69. Spirogyra cardinia S.H.Lewis
70. Spirogyra caroliniana G.E.Dillard
71. Spirogyra castanacea G.C.Couch
72. Spirogyra cataeniformis (Hassall) Kützing
73. Spirogyra cavata Vodenicarov
74. Spirogyra chaibasaensis A.K.Mahato
75. Spirogyra chakiaensis (Bhashyakarla Rao) Willi Krieger
76. Spirogyra chandrae Kargupta & R.N.Jha
77. Spirogyra chavarensis Ushadevi & Panikkar
78. Spirogyra chekiangensis C.-C.Jao
79. Spirogyra chenii C.-C.Jao
80. Spirogyra chittagongenensis A.K.M.N.Islam
81. Spirogyra chungkingensis C.-C.Jao
82. Spirogyra chuniae C.-C.Jao
83. Spirogyra circumvarians Kargupta & R.N.Jha
84. Spirogyra clavata Segar
85. Spirogyra cleveana Transeau
86. Spirogyra colligata Hodgetts
87. Spirogyra columbiana Czurda
88. Spirogyra communis (Hassall) Kützing
89. Spirogyra condensata (Vaucher) Dumortier
90. Spirogyra congolensis Gauthier-Lièvre
91. Spirogyra conspicua F.Gay
92. Spirogyra corrugata Woodhead & Tweed
93. Spirogyra costata Kadlubowska
94. Spirogyra costulata Kadlubowska
95. Spirogyra coumbiana Czurda
96. Spirogyra crassa (Kützing) Kützing
97. Spirogyra crassispina C.-C.Jao
98. Spirogyra crassiuscula (Wittrock & Nordstedt) Transeau
99. Spirogyra crassivallicularis C.-C.Jao
100. Spirogyra crassoidea (Transeau) Transeau
101. Spirogyra crenulata R.N.Singh
102. Spirogyra croasdaleae Blum
103. Spirogyra cylindrica Czurda
104. Spirogyra cylindrosperma (West & G.S.West) H.Krieger
105. Spirogyra cylindrospora West & G.S.West
106. Spirogyra czubinskii Kadlubowska
107. Spirogyra czurdae J.N.Misra
108. Spirogyra czurdiana Kadlubowska
109. Spirogyra daedalea Lagerheim
110. Spirogyra danica Kadlubowska
111. Spirogyra darbhangensis Kargupta & al.
112. Spirogyra decimina (O.F.Müller) Dumortier
113. Spirogyra densa Kützing
114. Spirogyra denticulata Transeau
115. Spirogyra dentireticulata C.-C.Jao
116. Spirogyra desikacharyensis R.S.Rattan
117. Spirogyra dialyderma Ling & Zheng
118. Spirogyra dicephala C.-C.Jao & H.Z.Zhu
119. Spirogyra dictyospora C.-C.Jao
120. Spirogyra diluta H.C.Wood
121. Spirogyra dimorpha Geitler
122. Spirogyra discoidea Transeau
123. Spirogyra discreta Transeau
124. Spirogyra distenta Transeau
125. Spirogyra diversizygotica (V.I.Polyanskij) L.A.Rundina
126. Spirogyra dixitii H.Krieger
127. Spirogyra djalonensis Gauthier-Lièvre
128. Spirogyra djiliense Gauthier-Lièvre
129. Spirogyra drilonensis Petkoff
130. Spirogyra dubia Kützing
131. Spirogyra echinata Tiffany
132. Spirogyra echinospora Blum
133. Spirogyra eillipsospora Transeau
134. Spirogyra elegans Wollny
135. Spirogyra elegantissima Y.J.Ling & Y.M.Zheng
136. Spirogyra ellipsospora Transeau
137. Spirogyra elliptica C.-C.Jao
138. Spirogyra elongata (Vaucher) Dumortier
139. Spirogyra elongata (H.C.Wood) H.C.Wood
140. Spirogyra emilianensis Bonhomme
141. Spirogyra endogranulata O.Bock & W.Bock
142. Spirogyra exilis West & G.S.West
143. Spirogyra fallax (Hansgirg) Wille
144. Spirogyra fassula Zheng
145. Spirogyra favosa Y.-X.Wei & Y.-K.Yung
146. Spirogyra fennica Cedercreutz
147. Spirogyra ferruginea H.W.Liang
148. Spirogyra flavescens (Hassall) Kützing
149. Spirogyra flavicans Kützing
150. Spirogyra fluviatilis Hilse
151. Spirogyra formosa (Transeau) Czurda
152. Spirogyra fossa C.-C.Jao
153. Spirogyra fossulata C.-C.Jao & Hu
154. Spirogyra foveolata (Transeau) Czurda
155. Spirogyra franconica O.Bock & W.Bock
156. Spirogyra frankliniana Tiffany
157. Spirogyra frigida F.Gay
158. Spirogyra fritschiana Czurda
159. Spirogyra fukienica Wei
160. Spirogyra fuscoatra Rabenhorst
161. Spirogyra fuzhouensis H.-J.Hu
162. Spirogyra gallica Petit
163. Spirogyra gangaensis Lakshminarasimhan
164. Spirogyra garlandica Kargupta & R.N.Jha
165. Spirogyra gaterslebensis Reith
166. Spirogyra gauthier-lievrae Kadlubowska
167. Spirogyra gauthieri Gayral
168. Spirogyra gharbensis Gauthier-Lièvre
169. Spirogyra ghosei R.N.Singh
170. Spirogyra gibberosa C.-C.Jao
171. Spirogyra glabra Czurda
172. Spirogyra globulispora Gauthier-Lièvre
173. Spirogyra gobonensis Gauthier-Lièvre
174. Spirogyra godwardiae M.Srivastava
175. Spirogyra goetzei Schmidle
176. Spirogyra gracilis Kützing
177. Spirogyra granulata C.-C.Jao
178. Spirogyra gratiana Transeau
179. Spirogyra groenlandica Rosenvinge
180. Spirogyra guangchowensis Zhu & Zhong
181. Spirogyra guineense Gauthier-Lièvre
182. Spirogyra gujaratensis N.D.Kamat
183. Spirogyra gurdaspurensis R.S.Rattan
184. Spirogyra haimenensis C.-C.Jao
185. Spirogyra hartigii (Kützing) De Toni
186. Spirogyra hassallii (Jenner ex Hassall) P.Crouan & H.Crouan
187. Spirogyra hatillensis Transeau
188. Spirogyra heeriana Nägeli ex Kützing
189. Spirogyra henanensis (L.J.Bi) L.J.Bi
190. Spirogyra herbipolensis O.Bock & W.Bock
191. Spirogyra heterospora Liu
192. Spirogyra hoehnei Borge
193. Spirogyra hoggarica (Gauthier-Lièvre) Gauthier-Lièvre
194. Spirogyra hollandiae Taft
195. Spirogyra hopeiensis C.-C.Jao
196. Spirogyra hunanensis C.-C.Jao
197. Spirogyra hungarica Langer
198. Spirogyra hyalina Cleve
199. Spirogyra hymerae Britton & B.H.Smith
200. Spirogyra inconstans Collins
201. Spirogyra incrassata Czurda
202. Spirogyra indiana Kargupta & R.N.Jha
203. Spirogyra indica Willi Krieger
204. Spirogyra inflata (Vaucher) Dumortier
205. Spirogyra insignis (Hassall) Kützing
206. Spirogyra insueta Zhu & Zhong
207. Spirogyra intermedia Rabenhorst
208. Spirogyra intorta C.-C.Jao
209. Spirogyra ionia Wade
210. Spirogyra irregularis Nägeli ex Kützing
211. Spirogyra islamii Kargupta & P.Sarma
212. Spirogyra ivorensis Gauthier-Lièvre
213. Spirogyra iyengarii Kadlubowska
214. Spirogyra jaoensis Randhawa
215. Spirogyra jaoi S.H.Ley
216. Spirogyra jassiensis (Teodoresco) Czurda
217. Spirogyra jatobae Transeau
218. Spirogyra jogensis M.O.P.Iyengar
219. Spirogyra jugalis (Dillwyn) Kützing
220. Spirogyra juliana Stancheva, J.D.Hall, McCourt & Sheath
221. Spirogyra kaffirita Transeau
222. Spirogyra kamatii Kargupta & P.Sarma
223. Spirogyra karnalae Randhawa
224. Spirogyra khuntiensis A.K.Mahato
225. Spirogyra kolae Hajdu
226. Spirogyra kolhapurensis N.D.Kamat
227. Spirogyra koreana J.-H.Kim, Y.H.Kim, & I.K.Lee
228. Spirogyra krubergii V.J.Poljanski
229. Spirogyra kundaensis R.N.Singh
230. Spirogyra kusheshwarsthanensis Kargupta & P.Sarma
231. Spirogyra kuusamoensis Hirn
232. Spirogyra labbei Gauthier-Lièvre
233. Spirogyra labyrinthica Transeau
234. Spirogyra lacustris Czurda
235. Spirogyra lagerheimii Wittrock
236. Spirogyra laka Kützing
237. Spirogyra lallandiae Taft
238. Spirogyra lambertiana Transeau
239. Spirogyra lamellata (Bhashyakarla Rao) Willi Krieger
240. Spirogyra lamellosa C.-C.Jao
241. Spirogyra lapponica Lagerheim
242. Spirogyra latireticulata Zheng & Ling
243. Spirogyra latviensis Czurda
244. Spirogyra laxa Kützing
245. Spirogyra laxistrata C.-C.Jao
246. Spirogyra lenticularis Transeau
247. Spirogyra lentiformis L.J.Bi
248. Spirogyra lians Transeau
249. Spirogyra libyca Gauthier-Lièvre
250. Spirogyra lineata Suringar
251. Spirogyra lismorensis Playfair
252. Spirogyra lodziensis Kadlubowska
253. Spirogyra longifissa Wei
254. Spirogyra lubrica Kützing
255. Spirogyra lushanensis L.C.Li
256. Spirogyra luteospora Czurda
257. Spirogyra lutetiana Petit
258. Spirogyra lymerae Britton & Smith
259. Spirogyra macrospora (C.B.Rao) Krieger
260. Spirogyra maghrebiana Gauthier-Lièvre
261. Spirogyra magna (Dixit) H.Krieger
262. Spirogyra major Kützing
263. Spirogyra majuscula Kützing
264. Spirogyra malmeana Hirn
265. Spirogyra manoramae Randhawa
266. Spirogyra maravillosa Transeau
267. Spirogyra marchica H.Krieger
268. Spirogyra margalefii Aboal & Llimona
269. Spirogyra margaritata Wollny
270. Spirogyra marocana Gauthier-Lièvre
271. Spirogyra mattonensis (Misra) H.Krieger
272. Spirogyra maxima (Hassall) Wittrock
273. Spirogyra mayyanadensis Ushadevi & Panikkar
274. Spirogyra megaspora Transeau
275. Spirogyra meridionalis W.J.Zhu & Zhong
276. Spirogyra miamiana Taft
277. Spirogyra microdictyon C.-C.Jao & Hu
278. Spirogyra microgranulata C.-C.Jao
279. Spirogyra micropunctata Transeau
280. Spirogyra microspora C.-C.Jao
281. Spirogyra mienningensis L.-C.Li
282. Spirogyra minor (Schmidle) Transeau
283. Spirogyra minuticrassoidea Yamagishi
284. Spirogyra minutifossa C.-C.Jao
285. Spirogyra mirabilis (Hassall) Kützing
286. Spirogyra miranda Kadlubowska
287. Spirogyra mirifica Zheng & Ling
288. Spirogyra mithalaensis A.M.Verma & B.Kumari
289. Spirogyra moebii Transeau
290. Spirogyra monodiana Gauthier-Lièvre
291. Spirogyra montserrati Margalef
292. Spirogyra moulankariensis Usha & Panikkar
293. Spirogyra multiconjugata N.C.Ferrer & E.J.Cáceres
294. Spirogyra multiformis Kadlubowska
295. Spirogyra multistrata Zheng & Ling
296. Spirogyra multitrata Zheng & Ling
297. Spirogyra mutabilis C.-C.Jao & H.J.Hu
298. Spirogyra narcissiana Transeau
299. Spirogyra natchita Transeau
300. Spirogyra neglecta (Hassall) Kützing
301. Spirogyra neorhizobrachialis C.-C.Jao & Zheng
302. Spirogyra nitida (O.F.Müller) Leiblein
303. Spirogyra nodifera O.Bock & W.Bock
304. Spirogyra notabilis Taft
305. Spirogyra nova-angliae Transeau
306. Spirogyra novae-angliae Transeau
307. Spirogyra nyctigama Taft
308. Spirogyra oblata C.-C.Jao
309. Spirogyra oblonga Liu
310. Spirogyra obovata C.-C.Jao
311. Spirogyra occidentalis (Transeau) Czurda
312. Spirogyra oligocarpa C.-C.Jao
313. Spirogyra ollicola C.-C.Jao & Zhong
314. Spirogyra oltmannsii Huber-Pestalozzi
315. Spirogyra orientalis West & G.S.West
316. Spirogyra orthospira Nägeli
317. Spirogyra ouarsenica Gauthier-Lièvre
318. Spirogyra ovigera Montagne
319. Spirogyra pachyderma Gauthier-Lièvre
320. Spirogyra palghatensis Erady
321. Spirogyra paludosa Czurda
322. Spirogyra papulata C.-C.Jao
323. Spirogyra paradoxa Bhashyakarla Rao
324. Spirogyra paraguayensis Borge
325. Spirogyra parva (Hassall) Kützing
326. Spirogyra parvispora H.C.Wood
327. Spirogyra parvula (Transeau) Czurda
328. Spirogyra pascheriana Czurda
329. Spirogyra patliputri A.M.Verma & B.Kumari
330. Spirogyra peipingensis C.-C.Jao
331. Spirogyra pellucida (Hassall) Kützing
332. Spirogyra perforans Transeau
333. Spirogyra plena (West & G.S.West) Czurda
334. Spirogyra poljanskii Kadlubowska
335. Spirogyra polymorpha Kirchner
336. Spirogyra polytaeniata Strasburger
337. Spirogyra porangabae Transeau
338. Spirogyra porticalis (O.F.Müller) Dumortier - tipična
339. Spirogyra pratensis Transeau
340. Spirogyra princeps (Vaucher) Link ex Meyen
341. Spirogyra proavita Langer
342. Spirogyra prolifica N.D.Kamat
343. Spirogyra propria Transeau
344. Spirogyra protecta H.C.Wood
345. Spirogyra pseudoaedaloides Kadlubowska
346. Spirogyra pseudobellis W.J.Zhu & Zhong
347. Spirogyra pseudocorrugata Gauthier-Lièvre
348. Spirogyra pseudocylindrica Prescott
349. Spirogyra pseudogauthieri Kargupta & P.Sarma
350. Spirogyra pseudogibberosa Gauthier-Lièvre
351. Spirogyra pseudogranulata S.-H.Ley
352. Spirogyra pseudojuergensii H.Silva
353. Spirogyra pseudomaiuscula Gauthier-Lièvre
354. Spirogyra pseudomajuscula Gauthier-Lièvre
355. Spirogyra pseudomaxima Kadlubowska
356. Spirogyra pseudoneglecta Czurda
357. Spirogyra pseudonodifera O.Bock & W.Bock
358. Spirogyra pseudoplena Liu
359. Spirogyra pseudopulchrata C.-C.Jao
360. Spirogyra pseudoreticulata H.Krieger
361. Spirogyra pseudorhizopus L.J.Bi
362. Spirogyra pseudosahnii Kadlubowska
363. Spirogyra pseudospreeiana C.-C.Jao
364. Spirogyra pseudosubreticulata Rickert & Hoshaw
365. Spirogyra pseudotenuissima O.Bock & W.Bock
366. Spirogyra pseudotetrapla Kadlubowska
367. Spirogyra pseudotexensis Bourrelly
368. Spirogyra pseudovarians Czurda
369. Spirogyra pseudovenusta Liu & Wei
370. Spirogyra pseudowoodii V.J.Poljanski
371. Spirogyra pulchella (H.C.Wood) H.C.Wood
372. Spirogyra pulchra Alexenko
373. Spirogyra puncticulata C.-C.Jao
374. Spirogyra punctulata C.-C.Jao
375. Spirogyra quadrata (Hassall) P.Petit
376. Spirogyra quadrilaminata C.-C.Jao
377. Spirogyra quezelii Gauthier-Lièvre
378. Spirogyra quilonensis Kothari
379. Spirogyra quinquilaminata C.-C.Jao
380. Spirogyra randhawae Krieger
381. Spirogyra ranipurensis Kargupta & R.N.Jha
382. Spirogyra rattanii Kadlubowska
383. Spirogyra recostata Kargupta & R.N.Jha
384. Spirogyra rectangularis Transeau
385. Spirogyra rectispira Merriman
386. Spirogyra regularis (Cedercreutz) H.Krieger
387. Spirogyra reinhardii Khmelevesky [Chmielewski, Khmelevesky]
388. Spirogyra reticulata Nordstedt
389. Spirogyra reticulatum Randhawa
390. Spirogyra reticuliana Randhawa
391. Spirogyra rhizobrachialis C.-C.Jao
392. Spirogyra rhizoides Randhawa
393. Spirogyra rhizopus C.-C.Jao
394. Spirogyra rhodopea Petkoff
395. Spirogyra rivularis (Hassall) Rabenhorst
396. Spirogyra robusta (Nygaard) Czurda
397. Spirogyra rugosa (Transeau) Czurda
398. Spirogyra rugulosa Iwanoff
399. Spirogyra sahnii Randhawa
400. Spirogyra salina Aleem
401. Spirogyra sanjingensis Y.Wang & Z.Wang
402. Spirogyra sarmae M.Singh & M.Srivastava
403. Spirogyra schimidtii West & G.S.West
404. Spirogyra schmidtii West & G.S.West
405. Spirogyra schweickerdtii Cholonky
406. Spirogyra scripta Nygaard
407. Spirogyra scrobiculata (Stockmayer) Czurda
408. Spirogyra sculpta Gauthier-Lièvre
409. Spirogyra semiornata C.-C.Jao
410. Spirogyra senegalensis Gauthier-Lièvre
411. Spirogyra setiformis (Roth) Martens ex Meneghini
412. Spirogyra shantungensis L.-C.Li
413. Spirogyra shanxiensis Zheng & Ling
414. Spirogyra shenzaensis Zheng
415. Spirogyra siamensis Transeau
416. Spirogyra siberica Skvortzov
417. Spirogyra silesiaca Kadlubowska
418. Spirogyra sinensis L.-C.Li
419. Spirogyra singularis Nordstedt
420. Spirogyra sinhaensis M.Srivastava
421. Spirogyra skujae Randhawa
422. Spirogyra skvortzowii Willi Krieger
423. Spirogyra smithii Transeau
424. Spirogyra speciosa Liu
425. Spirogyra sphaerica (Misra) H.Krieger
426. Spirogyra sphaerocarpa C.-C.Jao
427. Spirogyra sphaerospora Hirn
428. Spirogyra spinescens Kirjakov
429. Spirogyra splendida G.S West
430. Spirogyra spreeiana Rabenhorst
431. Spirogyra subaffinis F.E.Fritsch & M.F.Rich
432. Spirogyra subbullata Kadlubowska
433. Spirogyra subcolligata L.J.Bi
434. Spirogyra subcrassa Woronchin
435. Spirogyra subcrassiuscula L.J.Bi
436. Spirogyra subcylindrospora C.-C.Jao
437. Spirogyra subechinata Godward
438. Spirogyra subformosa Kargupta & P.Sarma
439. Spirogyra subfossulata C.-C.Jao
440. Spirogyra subfragilis A.K.M.N.Islam
441. Spirogyra subglabra Zheng & Ling
442. Spirogyra sublambertiana Zhao
443. Spirogyra sublamellata A.K.M.N.Islam
444. Spirogyra subluteospora C.-C.Jao & Hu
445. Spirogyra submajuscula Ling & Zheng
446. Spirogyra submargaritata Godward
447. Spirogyra submarina (Collins) Transeau
448. Spirogyra submaxima Transeau
449. Spirogyra subobovata Chian
450. Spirogyra subpapulatata C.-C.Jao
451. Spirogyra subpellucida C.-C.Jao
452. Spirogyra subpolytaeniata C.-C.Jao
453. Spirogyra subpratensis Woronichin
454. Spirogyra subreflexa Liang & Wang
455. Spirogyra subreticulata F.E.Fritsch
456. Spirogyra subsalina Cedercreutz
457. Spirogyra subsalsa Kützing
458. Spirogyra subsalso-punctatulata Kadlubowska
459. Spirogyra subtropica Chian
460. Spirogyra suburbana C.-C.Jao
461. Spirogyra subvelata Willi Krieger
462. Spirogyra subvermiculata A.K.M.N.Islam
463. Spirogyra subverrucosa Kargupta & P.Sarma
464. Spirogyra sulcata Blum
465. Spirogyra sundanensis Gauthier-Lièvre
466. Spirogyra superba L.Liu
467. Spirogyra supervarians Transeau
468. Spirogyra szechwanensis C.-C.Jao
469. Spirogyra taftiana Transeau
470. Spirogyra taiyuanensis Ling
471. Spirogyra tandae Randhawa
472. Spirogyra taylorii C.-C.Jao
473. Spirogyra tenuispina Rundina
474. Spirogyra tenuissima (Hassall) Kützing
475. Spirogyra teodorescui Transeau
476. Spirogyra ternata Ripart
477. Spirogyra tetrapla Transeau
478. Spirogyra tibetensis C.-C.Jao
479. Spirogyra tjibodensis Faber
480. Spirogyra tolosana Comère
481. Spirogyra torta Blum
482. Spirogyra trachycarpa Skuja
483. Spirogyra transeauiana C.-C.Jao
484. Spirogyra triplicata (Collins) Transeau
485. Spirogyra trochainii Gauthier-Lièvre
486. Spirogyra tropica Kützing
487. Spirogyra tsingtaoensis L.-C.Li
488. Spirogyra tuberculata Lagerheim
489. Spirogyra tuberculosa Liang & Wang
490. Spirogyra tubifera Kargupta & R.N.Jha
491. Spirogyra tucumaniae B.Tracanna
492. Spirogyra tumida C.-C.Jao
493. Spirogyra turfosa F.Gay
494. Spirogyra tuwensis R.J.Patel & C.K.Ashok Kumar
495. Spirogyra ugandense Gauthier-Lièvre
496. Spirogyra unduliseptum Randhawa
497. Spirogyra urbana C.-C.Jao & Zhong
498. Spirogyra van-zantenii Cholonky
499. Spirogyra variabilis C.-C.Jao & Hu
500. Spirogyra varians (Hassall) Kützing
501. Spirogyra variaspora Rickert & Hoshaw
502. Spirogyra varifaveolata B.N.Prasad & S.Dutta
503. Spirogyra variformis Transeau
504. Spirogyra varireticulata Kargupta & R.N.Jha
505. Spirogyra varshaii Prasad & Dutta
506. Spirogyra vasishtii R.S.Rattan
507. Spirogyra velata Nordstedt
508. Spirogyra venkataramanii R.S.Rattan
509. Spirogyra venosa Kadlubowska
510. Spirogyra venusta C.-C.Jao
511. Spirogyra vermiculata C.-C.Jao & H.J.Hu
512. Spirogyra verrucogranulata I.C A.Dias & C.E.de M.Bicudo
513. Spirogyra verrucosa (C.B.Rao) H.Krieger
514. Spirogyra verruculosa C.-C.Jao
515. Spirogyra voltaica Gauthier-Lièvre
516. Spirogyra wangii L.C.Li
517. Spirogyra weberi Kützing
518. Spirogyra weishuiensis Ling & Zheng
519. Spirogyra weletischii West & G.S.West
520. Spirogyra welwitschii West & G.S.West
521. Spirogyra willei Skuja
522. Spirogyra wittrockii Alexenko
523. Spirogyra wollnyi De Toni
524. Spirogyra wrightiana Transeau
525. Spirogyra wuchanensis C.-C.Jao & H.-J.Hu
526. Spirogyra wuhanensis C.-C.Jao & H.-J.Hu
527. Spirogyra xiaoganensis Liu
528. Spirogyra xinxiangensis L.J.Bi
529. Spirogyra yamagishii Kargupta & P.Sarma
530. Spirogyra yexianensis L.J.Bi
531. Spirogyra yuin S.Skinner & Entwisle
532. Spirogyra yunnanensis L.-C.Li

## Galerija
- Jedna stanica spirogire
- Konjugacija spirogire